# El Sobrante (comté de Riverside, Californie)
Pour les articles homonymes, voir El Sobrante.
El Sobrante est une census-designated place du comté de Riverside, dans l'État de Californie, aux États-Unis,. En 2020, elle compte une population de 14 039 habitants.